# Wasco (Oregon)
Wasco é uma cidade localizada no estado norte-americano de Oregon, no Condado de Sherman.

## Demografia
Segundo o censo norte-americano de 2000, a sua população era de 381 habitantes.
Em 2006, foi estimada uma população de 329, um decréscimo de 52 (-13.6%).

## Geografia
De acordo com o United States Census Bureau tem uma área de
2,5 km², dos quais 2,5 km² cobertos por terra e 0,0 km² cobertos por água. Wasco localiza-se a aproximadamente 391 m acima do nível do mar.

## Localidades na vizinhança
O diagrama seguinte representa as localidades num raio de 24 km ao redor de Wasco.